# Henri Joseph Bouchard d'Esparbès de Lussan d'Aubeterre
Pour les autres membres de la famille, voir François d'Esparbes de Lussan d'Aubeterre.
Henri Joseph Bouchard d'Esparbès de Lussan (24 janvier 1714 - 28 août 1788), marquis d'Aubeterre, baron de Saint-Quentin, était un militaire français du XVIIIe siècle.

## Biographie
Fils de Charles Louis Henri Bouchard d'Esparbès de Lussan (1682 † 1740), marquis d'Aubeterre-sur-Dronne, et de Marie-Anne-Françoise Le Jay, Henri Joseph naquit, le 24 janvier 1714, d'une famille ancienne. Il embrassa de bonne heure la profession des armes.
Mousquetaire à seize ans (1730), capitaine de cavalerie en 1733, il fit ses premières campagnes sur les bords du Rhin de 1733 à 1735.
Colonel du régiment d'infanterie de Provence à vingt-quatre ans (1738), il commença dès cette époque à signaler son courage. Il fut attaché à l'armée de Westphalie en 1741, et se trouva à la prise et à la retraite de Prague (1742). Il continua de servir en Allemagne jusqu'en 1744, et fut employé en Italie de 1744 à 1748. À la bataille de Dettingen, sur le Mein, en 1743, il reçut une blessure au bras, et en 1744 un coup de feu au travers du corps, à l'attaque de Château-Dauphin, en Piémont.
Sa valeur lui fit obtenir un avancement rapide. Maréchal de camp en 1748, le marquis d'Aubeterre fut fait chevalier des Ordres du roi en 1757, lieutenant général en 1758, et « conseiller d'État d'épée » en 1767.
Dans cet intervalle, il fut chargé par Louis XV de plusieurs négociations importantes. Successivement ambassadeur à Vienne (Autriche) (1752), à Madrid (1756) et auprès du Saint-Siège (1763-1769), il déploya dans tous ces emplois éminents des talents supérieurs. Il fut nommé en 1761 ambassadeur extraordinaire et plénipotentiaire pour le congrès qui devait se tenir à Augsbourg.
Il prit part, indirectement, au conclave de 1769, à travers sa correspondance et ses instructions données au cardinal de Bernis, visant à faire échec aux candidats soutenus par le parti zelanti, favorables à la Compagnie de Jésus.
Son mérite et ses talents le firent nommer commandant en Bretagne, en 1775. Il eut tout d'abord  pour secrétaire Jean-Henri Melon (1731-1793) à partir de 1763, à Rome puis à Vienne et enfin en Bretagne. M. Cacault succéda à Melon  envoyé comme commissaire du roi aux Iles de France et de Bourbon. Cacault fut ensuite promu ministre à Rome.
Il obtint, de Louis XVI, le bâton de maréchal de France le 13 juin 1783, et mourut à Paris, le 28 août 1788.
Il avait épousé, le 4 juillet 1738, sa cousine Marie-Françoise Bouchard d'Esparbès de Lussan d'Aubeterre (née le 9 juin 1720), fille de Louis-Pierre-Joseph Bouchard d'Esparbès, comte de Jonzac, et de Marie-Françoise Hénaut. Sans postérité.

## Armoiries
| Image | Blasonnement |
| ----- | --- |
|       | Armes des Esparbès de Lussan D'argent, à la fasce de gueules, acc. de trois merlettes de sable., |
|       | Armes du marquis d'Aubeterre Écartelé: au 1, de gueules, à trois léopards d'or, armés et lampassés d'argent, l'un sur l'autre (Bouchard) ; au 2, losangé d'or et d'azur, au chef de gueules (Raimondi d'Aubeterre) ; au III, d'azur à trois tours d'argent (Pompadour) ; au 4, d'argent à une fasce de gueules (Sainte-Maure) ; sur le tout d'argent, à la fasce de gueules, acc. de trois merlettes (alias de trois éperviers) de sable (Esparbès de Lussan)., |